# ラヴ・アンダンテ
『ラヴ・アンダンテ』は、2009年3月まで山陽放送運営のRSKラジオで放送されたラジオ番組。
クラシック音楽の演奏家や指揮者を招いてのトークを繰り広げていた日曜午前の音楽番組で、山陽放送の女性アナウンサーがパーソナリティを務めていた。

## 放送時間
いずれも日本標準時。
- 日曜 10:00 - 10:30 [2]
- 日曜 11:30 - 12:00 [3]

## 歴代パーソナリティ
いずれも山陽放送のアナウンサー（後に離職した人物も含む）。
- 奥富亮子[4]
- 今脇聡子[5]
- 辻文香[1]